# バレンタイン行進曲
『バレンタイン行進曲』（バレンタインマーチ）は、福原ふみよによる日本の漫画作品。講談社「なかよし」で1989年に連載された。

## 書誌情報
福原ふみよ 『バレンタイン行進曲』 講談社〈講談社コミックスなかよし〉、全1巻
- 1巻、1989年12月6日発行、ISBN 4-06-178649-0